# Karl Josef Walter

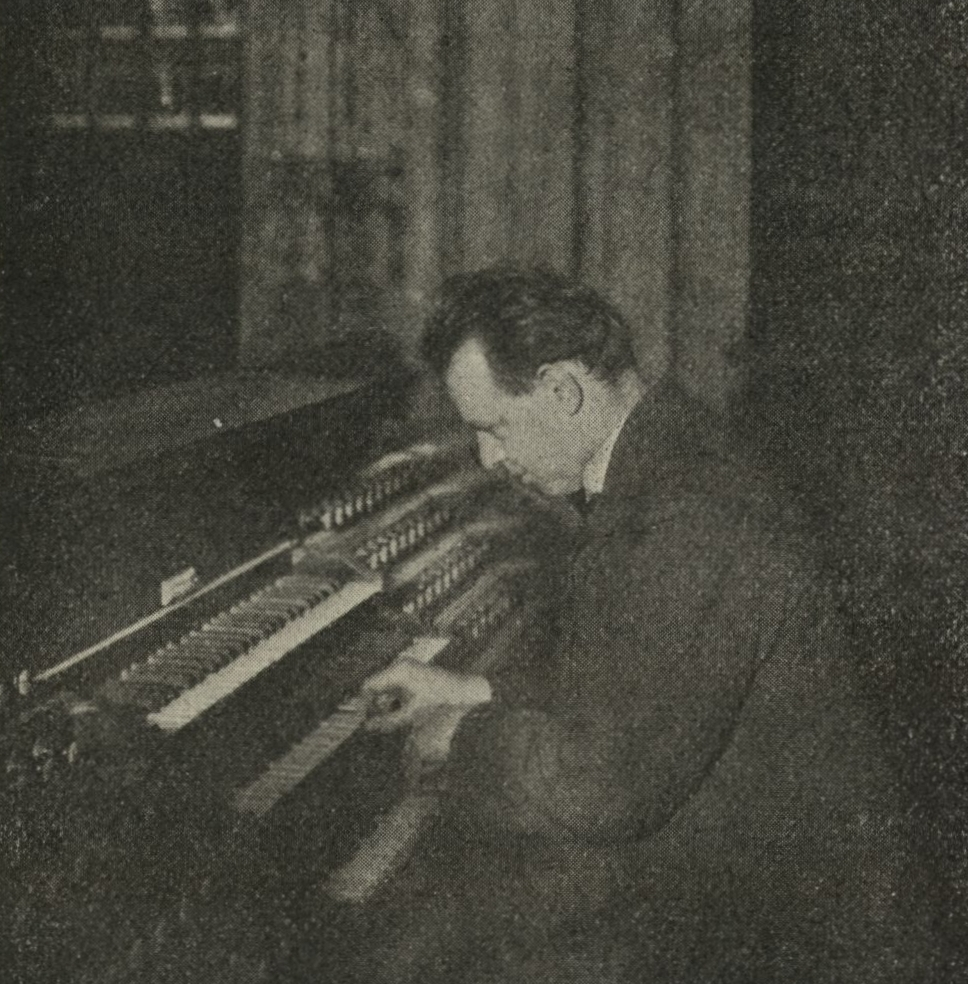
Walter als Organist in den 1920er Jahren

Karl Joseph Walter (* 14. November 1892 in Biebrich; † 18. August 1983 in Wien) war ein deutscher Komponist, Domorganist und Hochschulprofessor in Wien.

## Leben

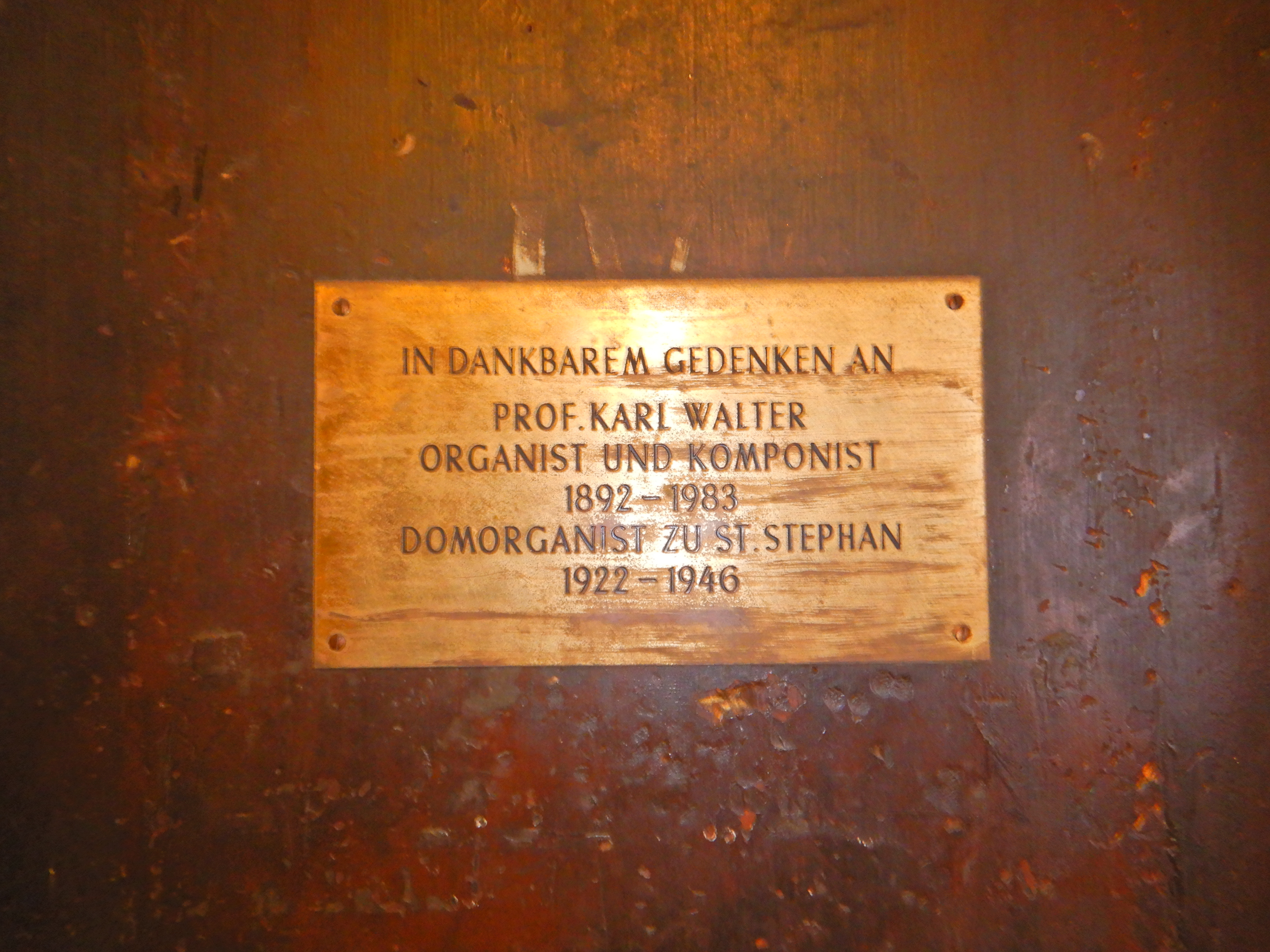
Gedenktafel für Karl Josef Walter beim Haupttor des Stephansdoms

Karl Joseph Walter wurde als Sohn des deutschen Organisten und Musikwissenschaftlers Karl Walter und seiner Frau Katharina Walter, geb. Seibel geboren. Nach dem Besuch des Gymnasiums in Montabaur erlernte Walter das Orgelbauhandwerk bei der Firma Klais in Bonn, fühlte sich aber eher zur Kirchenmusik hingezogen, in die ihn sein Vater eingeführt hatte. Von 1911 bis 1913 leistete er seinen Militärdienst und übte 1913/1914 das Amt des Organisten an der Benediktinerabtei Seckau in der Steiermark aus. Im August 1914 erfolgte seine Einberufung zum Kriegsdienst, eine Verletzung im September 1914 führte 1916 zum endgültigen Ausscheiden aus dem Militärdienst.
Danach wirkte er wieder als Stiftsorganist in der Abtei Seckau (1916/1917) und danach bis 1919 im Stift Klosterneuburg bei Wien, wo er auch den Knabenchor leitete. In Seckau studierte Walter Gregorianik bei Abt Suitbert Birkle und betrieb anschließend von 1917 bis 1919 weitere Studien an der Wiener Akademie für Musik und Darstellende Kunst bei Max Springer (Orgel), Vinzenz Goller (Komposition) und Andreas Weißenbäck (Musikgeschichte).
1922 wurde er als Domorganist an den Wiener Stephansdom berufen. Dieses Amt versah Walter 23 Jahre lang bis zur Zerstörung der Domorgel durch Kriegseinwirkungen. 1922 begründete Walter die bis heute bestehenden Domkonzerte an St. Stephan. Daneben entfaltete Walter eine rege Konzerttätigkeit im Inland. Konzertreisen führten ihn nach Deutschland (Weimar, Wiesbaden), Frankreich, Italien und in die Schweiz. Zu Lebzeiten galt er als der beste Improvisator nach Anton Bruckner.
1927 wurde Walter an die Abteilung Kirchenmusik der Wiener Staatsakademie für Musik und darstellende Kunst berufen, wo er von 1928 bis 1959 Orgel unterrichtete. 1933 zum Ordinarius ernannt, betreute er zusätzlich von 1928 bis 1938 und von 1947 bis 1958 die Lehrveranstaltung Orgelbaukunde. Nach seiner Emeritierung im Jahr 1959 setzte er seine Konzert- und Lehrtätigkeit in privatem Kreis für Schüler und Freunde fort.
Walter war seit 1920 mit der Geigerin Erny Alberdingk (* 18. August 1892 in Klosterneuburg/NÖ, † 1. Oktober 1961 in Wien) verheiratet. Zu ihrem Bekanntenkreis zählten u. a. Joseph Marx und Anton Wildgans.

## Auszeichnungen und Ehrungen
- 1935: Ritterkreuz des Österreichischen Verdienstordens
- 1953: Berufstitel Regierungsrat
- 1967: Österreichisches Ehrenkreuz für Wissenschaft und Kunst I. Klasse
- 1972: Ritterkreuz des Silvesterordens
- 1982: Ehrenmedaille der Bundeshauptstadt Wien (Silber)
- 1983: Ehrenmitglied des Österreichischen Orgelforums

Im Wiener Stephansdom wurde für ihn eine Gedenktafel angebracht.

## Werke
Kompositionen
- Missa „Adoremus“, gem. Chor a cappella. Böhm, Augsburg 1935.
- Missa „Veni Creator“, gem. Chor und Orgel. Universal Edition, Wien 1937.
- Missa „Mater Dei“, 3stg. Frauenchor u. Orgel. Scheibl, Wien 1946; Missa brevis für 2stg. Chor (S – A unisono; T – B unisono). Scheibl, Wien 1950.
- Missa „In honorem St. Caecilia“, 2 S + A ac. Scheibl, Wien 1954.
- Weihnachtsmesse, gem. Chor, Volkschor (= Gemeindegesang), Bläser und Orgel. Schwann, Düsseldorf 1941; Scheibl, Wien 1946.
- Festmesse, gem.Chor, Bläser und Orgel. Doblinger, Wien 1958.

Lehrwerke
- Didaktik und Methodik des Orgelunterrichtes (Manuskript)